# Kemal Burkay

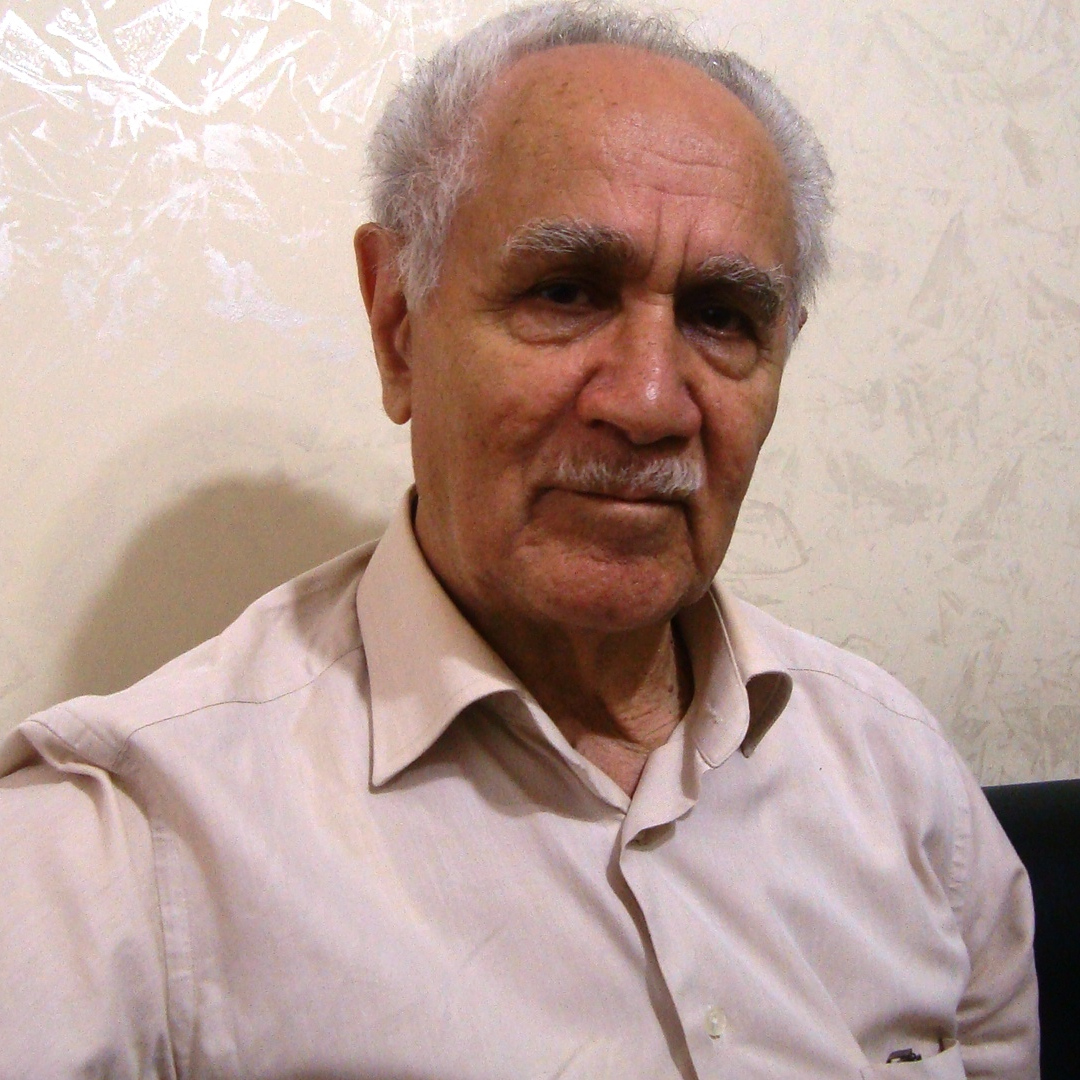
Kemal Burkay, 2013

Kemal Burkay, född 1 januari 1937 i Tunceli, Turkiet, är en svensk författare, poet och politiker. 
Kemal Burkay, som är av kurdisk härkomst, studerade vid juridiska fakulteten i Ankara och arbetade senare som advokat. I mitten av 1970-talet bildade Kemal Burkay tillsammans med andra kamrater PSK (Socialistiska Partiet i Kurdistan) i Turkiet. Kemal Burkay har varit generalsekreterare för PSK fram till 2003. Tidigare har Kemal Burkay varit partiledare för den kurdiska nationalistpartiet, Rättighets- och frihetspartiet (Hak ve Özgürlükler Partisi) från november 2012 fram till 26 oktober 2014.
Kemal Burkay är bosatt i Sverige sedan 1980-talet.